# جاك دروين
جاك دروين (ولد في 28 أيار/مايو 1943 في مونت جولي) هو مخرج كندي للأفلام المتحركة على الشاشة دبوس.

## دراسة
في عام 1967، تخرج من كلية الفنون الجميلة دي مونتريال، انتقل إلى كاليفورنيا لدراسة السينما في جامعة كاليفورنيا,  بقى حتى عام 1971. درس في برنامج الأفلام بدلا من برنامج فيلم الرسوم المتحركة،  أول الرسوم المتحركة، أنتجالرسالة.

## إنتاج
- 1974: ثلاثة تمارين على شاشة بينسكرين أليكسيف
- 1976: المزرعة
- 1976: سباغيتاتا
- 1979: العمل الجميل (يدل على سلسلة)
- 1979: مقطورة من أسبوع فيلم كيبيك
- 1986: ساعة الملائكة (شارك في توجيه مع بويتسلاف بوجار)
- 1988: مقطورة للاحتفال بالذكرى السنوية ال 25 لمركز سينماث كويبكواز
- 1990: مقطورة لمهرجان أوتاوا السينمائي الدولي
- 1994: الطفل السابق
- 2002: درس للصيد
- 2003: أيام الشتاء (فيلم جماعي ينسقه كيهاشيرو كاواموتو)
- 2004: أقدام

## روابط خارجية
- جاك دروين على موقع IMDb (الإنجليزية)
- جاك دروين على موقع ألو سيني (الفرنسية)
- جاك دروين على موقع أول موفي (الإنجليزية)
- جاك دروين على موقع قاعدة بيانات الأفلام السويدية (السويدية)
- جاك دروين على موقع قاعدة بيانات الفيلم (الإنجليزية)
- جاك دروين على موقع كينوبويسك (الروسية)